# Aspergillus tubingensis
Aspergillus tubingensis är en svampart som beskrevs av Mosseray 1934. Aspergillus tubingensis ingår i släktet Aspergillus och familjen Trichocomaceae.   Inga underarter finns listade i Catalogue of Life.